# Fluxo laminar

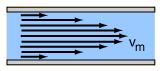
O perfil de velocidade associado ao fluxo laminar se assemelha a um baralho de cartas de baralho. Este perfil de fluxo de um fluido em um cano mostra que o fluido atua em camadas que deslizam umas sobre as outras

Fluxo laminar é a propriedade das partículas fluidas na dinâmica de fluidos de seguir caminhos suaves em camadas, com cada camada movendo-se suavemente pelas camadas adjacentes com pouca ou nenhuma mistura. Em baixas velocidades, o fluido tende a fluir sem mistura lateral, e as camadas adjacentes deslizam umas sobre as outras suavemente. Não há correntes cruzadas perpendiculares à direção do fluxo, nem turbilhonamento de fluidos. No fluxo laminar, o movimento das partículas do fluido é muito ordenado, com partículas próximas a uma superfície sólida movendo-se em linhas retas paralelas a essa superfície. O fluxo laminar é um regime de fluxo caracterizado por difusão de alto momento e convecção de baixo momento.
Quando um fluido está fluindo através de um canal fechado, como um cano ou entre duas placas planas, qualquer um dos dois tipos de fluxo pode ocorrer dependendo da velocidade e viscosidade do fluido: fluxo laminar ou fluxo turbulento. O fluxo laminar ocorre em velocidades mais baixas, abaixo de um limite no qual o fluxo se torna turbulento. A velocidade limite é determinada por um parâmetro adimensional que caracteriza o fluxo chamado número de Reynolds, que também depende da viscosidade e densidade do fluido e das dimensões do canal. O fluxo turbulento é um regime de fluxo menos ordenado que é caracterizado por redemoinhos ou pequenos pacotes de partículas de fluido, que resultam em mistura lateral. Em termos não científicos, o fluxo laminar é suave, enquanto o fluxo turbulento é áspero.

## Fluxo laminar natural
O fluxo laminar definido como natural, em engenharia aeronáutica, é o fluxo de ar ao longo de uma porção de uma asa de uma aeronave tal que a pressão diminui na direção do fluxo e o fluxo na camada limite é laminar em vez de turbulento. Neste fluxo o arrasto sobre a aeronave é bastante reduzido, conduzindo a um baixo consumo de combustível.